# Джордж Дзундза
Джордж Дзу́ндза  (*19 липня 1945, Розенгайм, Німеччина) — американський кіно- та телеактор.

## Життєпис
Дзундза народився в Розенгаймі, Німеччина, в сім'ї батька-українця Романа Дзундзи (родом з Калуша), та матері-польки Марії Гуменецької (родом зі Львова).
Батьки Дзундзи були вивезені на примусові роботи до Третього Рейху під час Другої Світової Війни. Перші кілька років свого життя провів у таборах для переміщених осіб разом з батьками та братом.
Сім'я переїхала до Амстердама в 1949 році, а в 1956 році — до США, оселившись у Нижньому Іст-Сайді Мангеттена в Нью-Йорку.
Навчався у середній школі Ксав'є на Мангеттені та Університеті Сент-Джонса.

## Фільмографія
| Рік  |    | Українська назва             | Оригінальна назва               | Роль                              |
| ---- | -- | ---------------------------- | ------------------------------- | --------------------------------- |
| 1973 | ф  | Вбивства в масажному салоні  | Massage Parlor Murders!         | містер Кріппі                     |
| 1978 | ф  | Мисливець на оленів          | The Deer Hunter                 | Джон Велш                         |
| 1979 | тф | Доля Салему                  | Salem's Lot                     | Каллі Сойєр                       |
| 1981 | ф  | Шосе Хонкі-Тонк              | Honky Tonk Freeway              | Юджин                             |
| 1984 | ф  | Кращий захист                | Best Defense                    | Стів Лопаріно                     |
| 1985 | тф | Страта Реймонда Грема        | The Execution of Raymond Graham | тюремний священик                 |
| 1986 | ф  | Без пощади                   | No Mercy                        | капітан Стемковські               |
| 1987 | ф  | Немає виходу                 | No Way Out                      | Сем Гессельман                    |
| 1987 | ф  | Нічия земля                  | No Man's Land                   | дядько Майк                       |
| 1988 | ф  | Звір                         | The Beast                       | Даскал                            |
| 1990 | ф  | Імпульс                      | Impulse                         | лейтенант Джо Морган              |
| 1990 | ф  | Білий мисливець, чорне серце | White Hunter Black Heart        | Пауль Ландерс                     |
| 1991 | ф  | Дружина м'ясника             | The Butcher's Wife              | Лео                               |
| 1992 | ф  | Основний інстинкт            | Basic Instinct                  | детектив Ґас Моран                |
| 1995 | ф  | Багряний приплив             | Crimson Tide                    | боцман «Коб»                      |
| 1995 | ф  | Небезпечні думки             | Dangerous Minds                 | Гел Гріффіт                       |
| 1997 | ф  | Ця драна кішка               | That Darn Cat                   | Беттікер                          |
| 1997 | ф  | Торгівля послугами           | Trading Favors                  | Воллес Мюллер                     |
| 1998 | мф | Бетмен і Містер Фріз         | Batman & Mr. Freeze: SubZero    | доктор Грегорі Белсон (озвучення) |
| 1998 | ф  | Особина 2                    | Species II                      | полковник Картер Берджесс         |
| 1999 | ф  | Інстинкт                     | Instinct                        | доктор Джон Мюррей                |
| 2002 | ф  | Остання справа Ламарки       | City by the Sea                 | Реґ Даффі                         |
| 2005 | ф  |                              | National Lampoon's Adam & Eve   | батько                            |
| 2006 | мф | Супермен: Брейніак атакує    | Superman: Brainiac Attacks      | Перрі Вайт (озвучення)            |
| 2010 | ф  | Обраний                      | Malibu Hot Summer               | Норман                            |